# Sörmlandsposten
Sörmlandsposten var en dagstidning som utgavs i Eskilstuna 1893–1947. Tidningen kom till genom en sammanslagning av Eskilstuna tidning, som hade startats 1867 av Anders Flodman med Eskilstuna-Posten, som hade startats 1883. Den kom ut med 3 nummer i veckan fram till 1909, då den blev daglig. Senare kom den ut 6 dagar i veckan. Den betecknades 1919 som politiskt konservativ.  Även högertidningen Katrineholms Tidning - senare Katrineholms-Posten gick på 1920-talet upp i Sörmlands-Posten. Katrineholms Tidning började ges ut som fådagarstidning 1887 (men med säte i Eskilstuna eftersom Katrineholm först 1917 blev stad och man fick enbart ge ut tdiningar i städer).
Den sista tiden 1946–1947 var Erik Brandt redaktör och ansvarig utgivare. 
Ett blad med samma namn utgavs av Postverket 1984–1989.